# 鎌長製衡
鎌長製衡株式会社（英: KAMACHO SCALE CO. LTD.）は、香川県高松市牟礼町に本社を置く、トラックスケール・ホッパースケール・分銅・リサイクル機器などを製造・販売するメーカーである。
トラックスケール最大手であり、デジタルロードセル式トラックスケールを普及させた。
粉体計量に強く日本の飼料工場の計量器はほとんどが同社製によるものである。
元々、分銅メーカーとして戦時中は独占的シェアを占めた日本秤錘株式会社の系列であったため、現在でも分銅を製造している。

## 製品
- 計量器
  - トラックスケール
    - 三次元重心位置測定装置: 海上コンテナのトレーラーの輸送中の横転を防止するための、垂直および水平方向の重心の位置を測定する装置[2]

  - パッカースケール
  - ホッパースケール
- リサイクル機器
  - ペットボトル減容機
  - 空缶圧縮機
  - 破砕機
  - 石膏ボード分別機
  - 破袋装置
- リサイクルプラント

## 主要事業所
- 本社・工場 - 香川県高松市牟礼町牟礼2246番地
- 東京支店 - 東京都中央区日本橋1丁目14番7号
- 大阪支店 - 大阪府吹田市広芝町10番28号
- その他３支店、２海外営業所(韓国・タイ)

## 沿革
- 1880年 - 創業者鎌田長八郎が創業する。
- 1947年 - 鎌長産業株式会社を設立。
- 1957年 - 鎌長製衡株式会社に社名変更、工場を現在地に移転
- 1967年 - トラックスケール組立工場増設
- 1968年 - ホッパースケール組立工場増設
- 1969年 - パッカースケール組立工場増設
- 1975年 - 不燃ゴミ資源化・減容化設備製作
- 2002年 - ISO_9001認証
- 2004年 - 指定製造事業者の認定
- 2006年 - ISO_14001認証